# Péter Disztl
Péter Disztl [ˈpeːtɛr ˈdistl] (* 30. März 1960 in Baja, Volksrepublik Ungarn) ist ein ehemaliger ungarischer Fußballtorhüter donauschwäbischer Herkunft.

## Werdegang
Disztl spielte in Ungarn lange Zeit für den Videoton SC und später für Honvéd Budapest. Sein größter Erfolg war dabei das Erreichen des Finales im UEFA-Pokal 1985 mit Videoton Székesfehérvár, das seine Mannschaft gegen Real Madrid verlor (0:3, 1:0). 1990 wechselte Disztl in die DDR-Oberliga zum FC Rot-Weiß Erfurt. Dort bestritt er in der letzten Oberligasaison 24 Spiele für die Thüringer und schaffte mit dem Verein mit dem dritten Tabellenplatz den Einzug in die 2. Bundesliga und den UEFA-Pokal. In der folgenden Saison bestritt Disztl 21 Spiele für die Rot-Weißen, bevor er während der Saison zum Ligakonkurrenten VfB Leipzig wechselte, wo er elf Einsätze in der 2. Bundesliga absolvierte.
Zwischen 1984 und 1989 stand Péter Disztl im Tor der ungarischen Fußballnationalmannschaft, für die er insgesamt 37 Länderspiele bestritt. Bei der Weltmeisterschaft 1986 stand er im Kader der Ungarn von Trainer György Mezey und bestritt zwei Spiele.
Nach dem Ende seiner aktiven Laufbahn arbeitete Disztl unter anderem als Torwarttrainer des ungarischen Nationalteams.